# Тутлинген
Тутлинген (нем. Tuttlingen), Туттлинген — город в современной Германии (ФРГ), районный центр, расположен в земле Баден-Вюртемберг.
Город подчинён административному округу Фрайбург. Входит в состав района Тутлинген. Население составляет 34 282 человека (на 31 декабря 2010 года). Занимает площадь 90,48 км². Официальный код — 08 3 27 050. Город подразделяется на три городских района.

## История
Ранее Туттлинген находился в королевстве Вюртембергском, в долине Туттлинген-Шпайхинген, и являлся уездным городом центром уезда Туттлинген, Ягстского округа (Kreise). Город располагался близ границы с Баденом, на реке Дунай, долина её здесь представляет ущелье. На 1901 год в нём проживало 11 672 жителей.
В городе было развито производство в обувном и кожевенном делах, и изготовление хирургических инструментов. В городе начиналась железнодорожная линия Тутлинген — Базель, имевшая большое военное значение для Вооружённых сил Германской империи. Военнообязанные жители города комплектовали Батальон ландвера Ротвайля (Landwehr-Bataillon Rottweil) из состава 125-го (7-го Вюртембергского) пехотного полка ландвера.
Во время Тридцатилетней войны французами был разрушен замок Гонберг находившийся близ города. Также возле города состоялась битва, 24 ноября 1643 года, между французами, занимавшими город Вюртемберг, которыми командовал граф И. Ранцау, заместителя раненого при Ротвейле маршала Гебриана (Guébriant) и соединёнными лигистами, куда входили: лигисты, императорские войска и лотарингцы под начальством баварского фельдмаршала Франца фон Мерси, которые взяли приступом Туттлинген, в освобождении города участвовал и граф Мельхиор фон Гацфельдт, и принудили И. Ранцау к сдаче города с 7½-тысячным отрядом и 10 пушками, остановив таким образом французское наступление (агрессию) в Баварию.
В 1945 году город был захвачен французами с североамериканцами, и вошёл во Французскую зону оккупации Германии. В городе находилась штаб-квартира 9-й колониальной пехотной дивизии, которая покинула город в сентябре 1945 года.
От города начинается один из проходов через Швабский Альп в Ротвейль.

## Экономика
В городе расположена, образованная в 1898 году, компания Chiron — производитель обрабатывающих центров. В Тутлингене находятся производства крупнейших эндоскопических компаний — Karl Storz, Smith&Nephew, Aesculap.

## Галерея

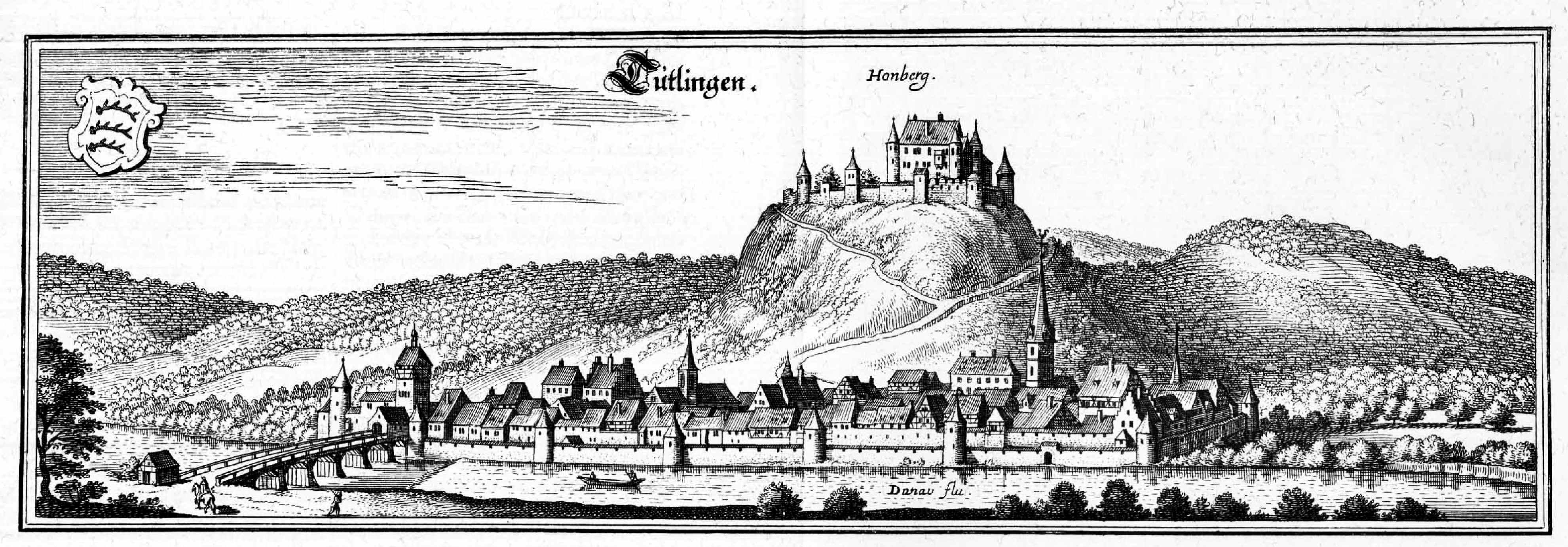
Гравюра на меди, вид на Дунай, город Туттлинген и замок Гонберг, 1643 года.
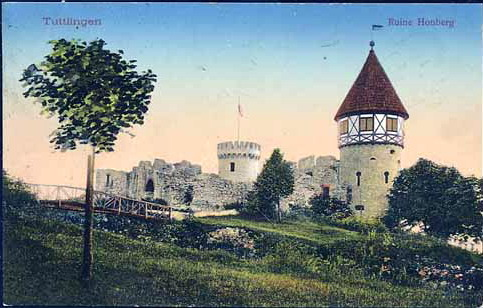
Развалины замка Гонберг (Ruine Honberg), открытка 1911 года.
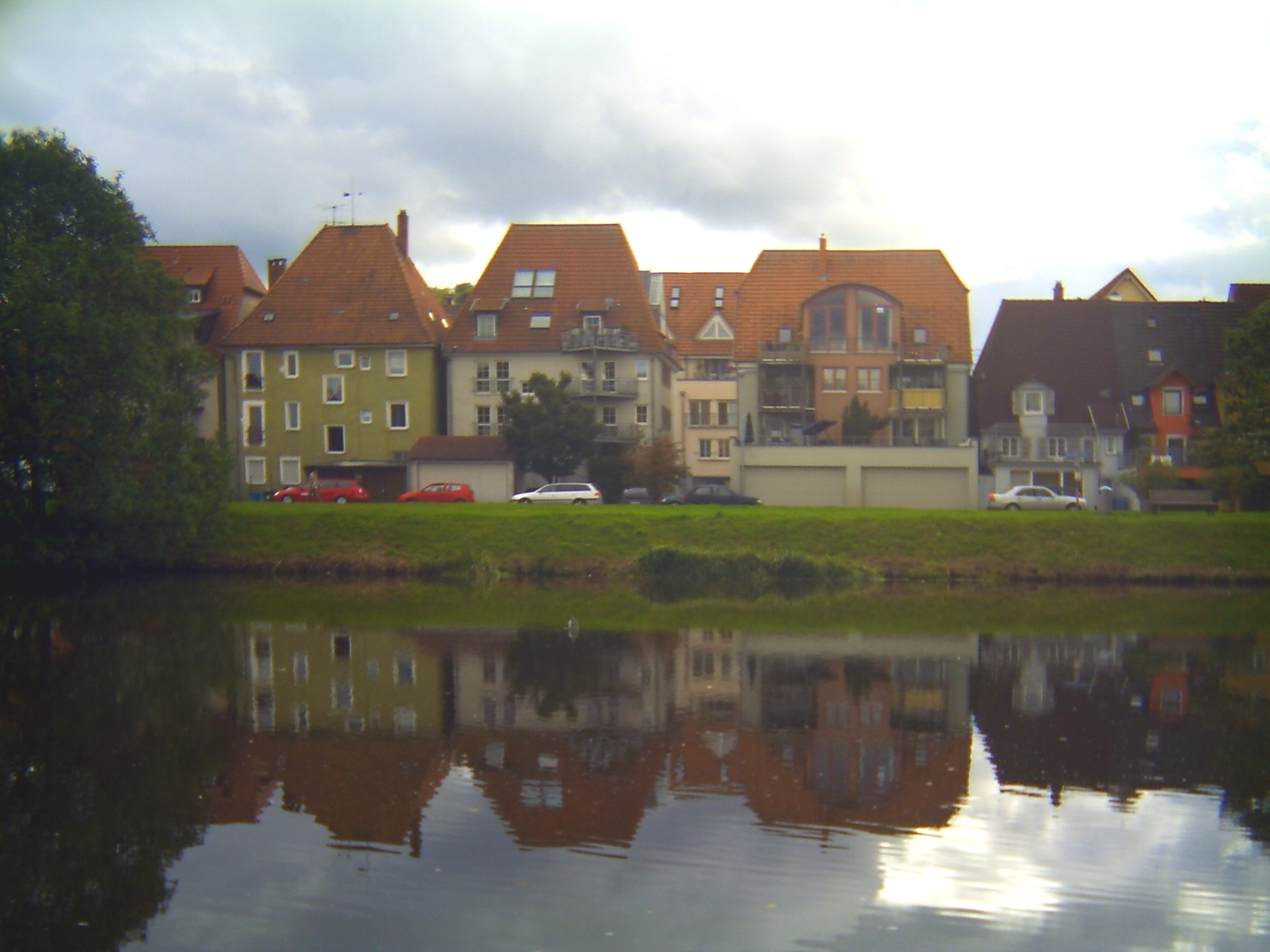
Дома на Дунае в Тутлингене.
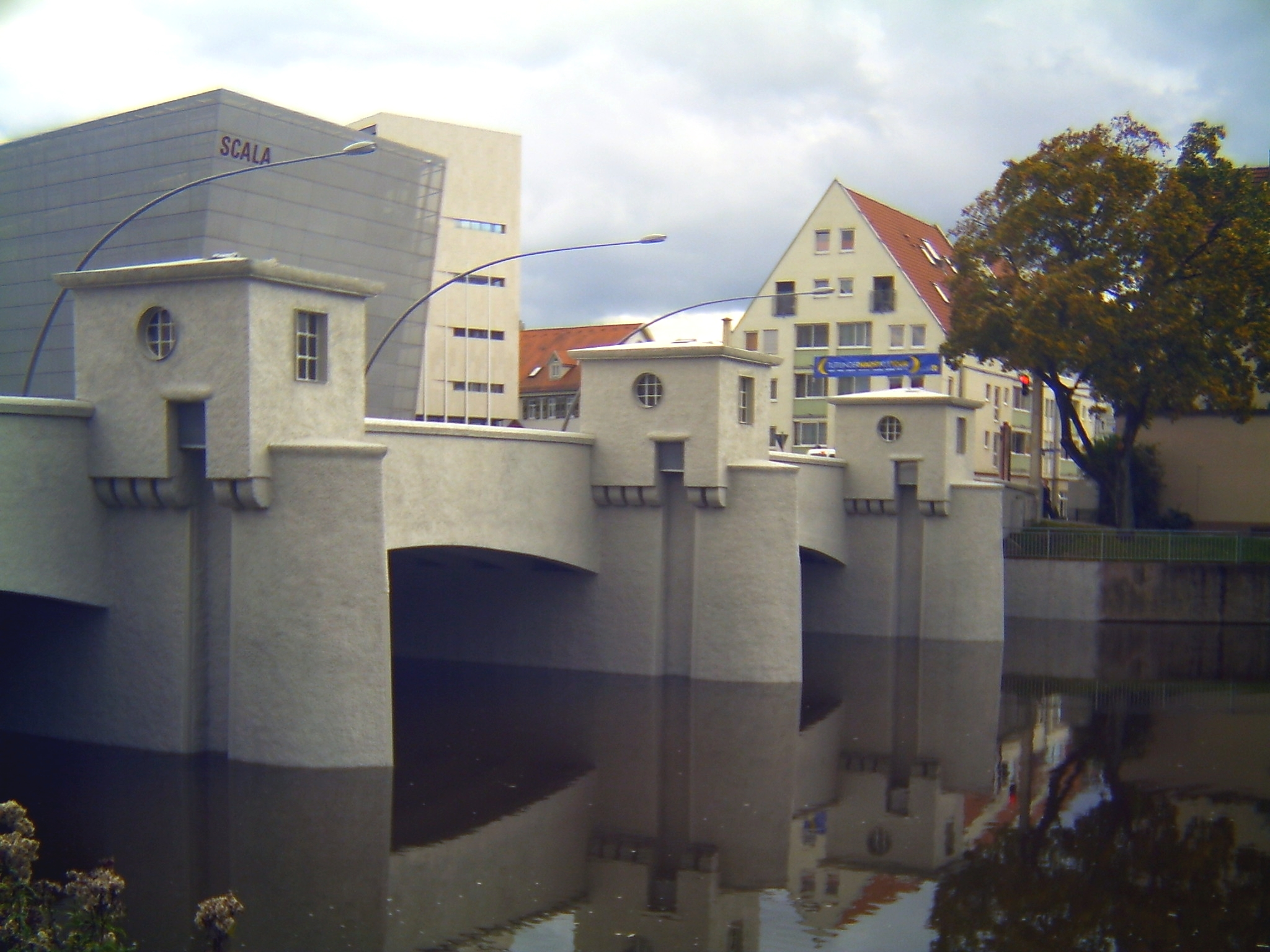
Большой мост (Die Grossbruck), через Дунай в Тутлингене.
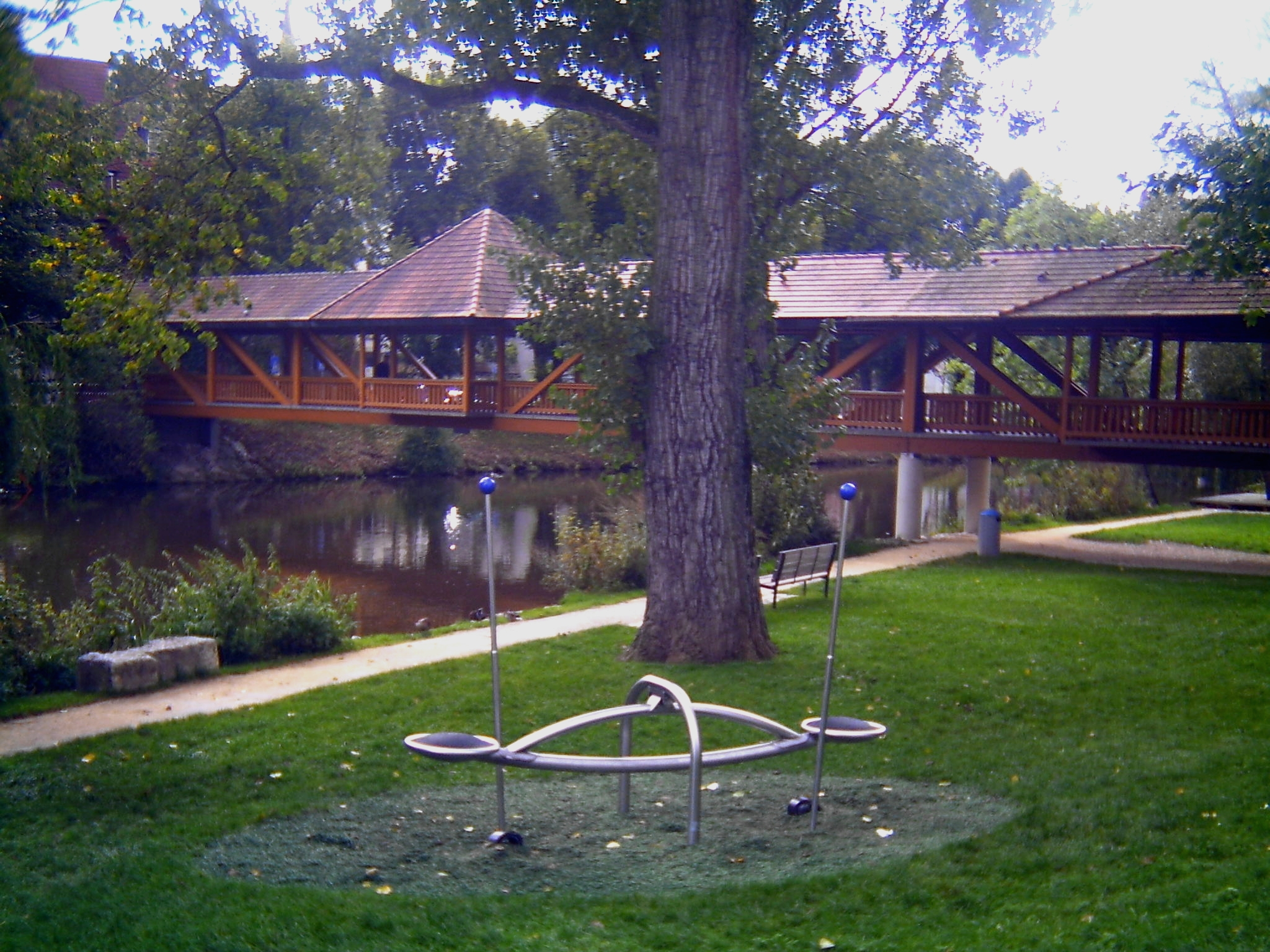
В Дунайском парке с пешеходным причалом в центр города.
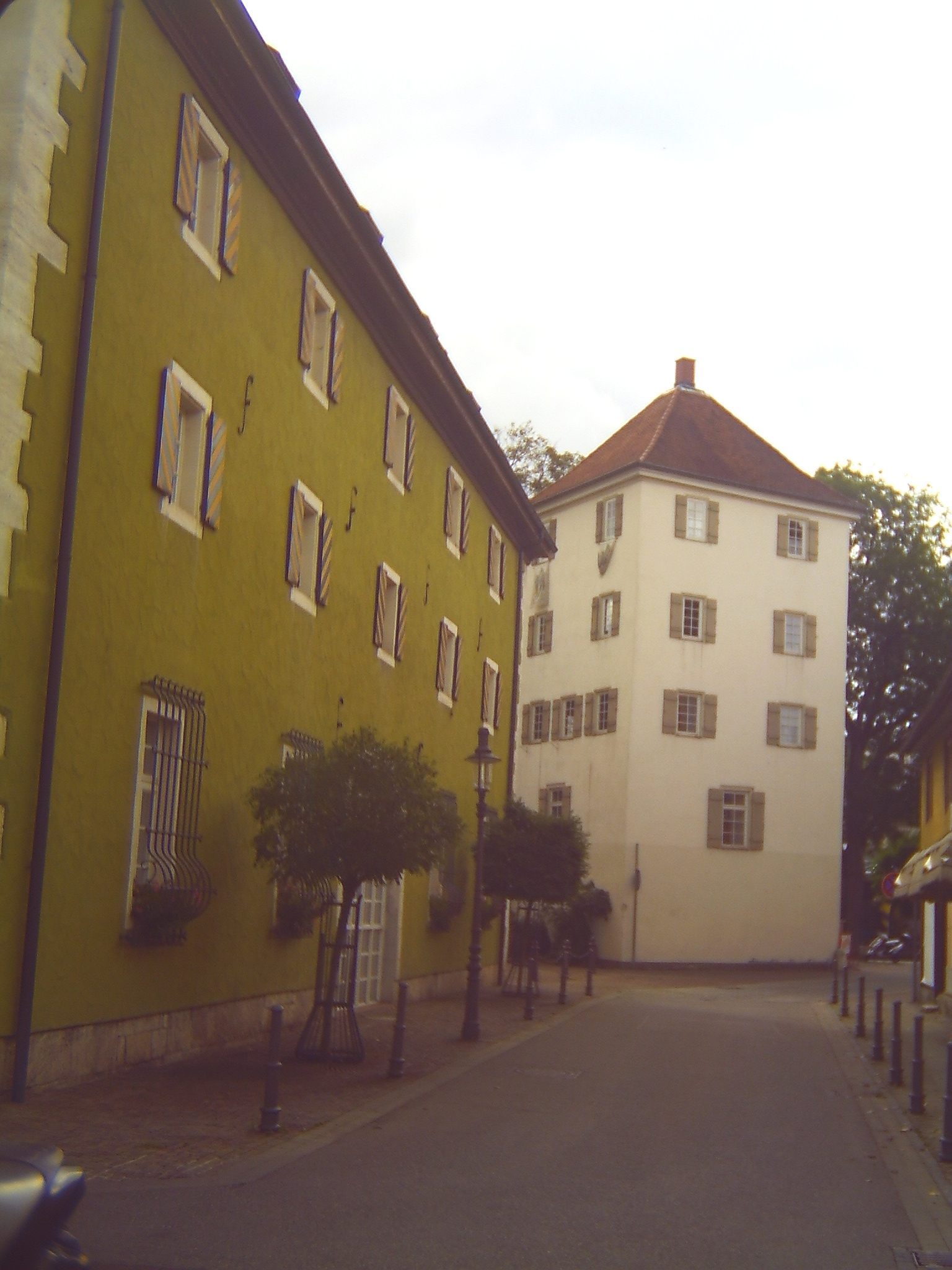
Плодоовощехранилище и тюремная башня на заднем плане.
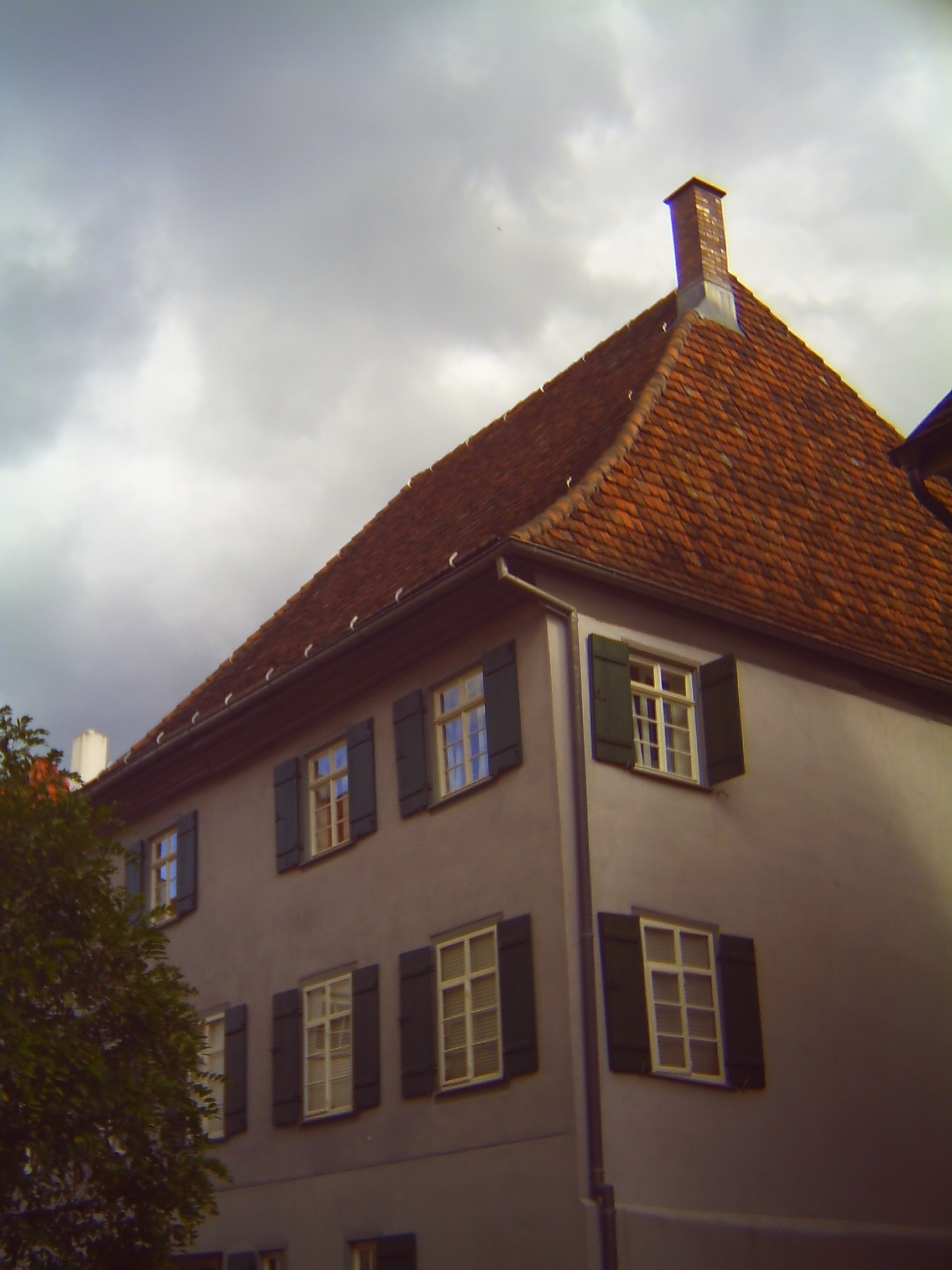
Так называемый «Дом Tuttlinger» «Tuttinger House», типичный сельскохозяйственный гражданский дом с типичной формой крыши после городского пожара 1803 года, так называемая «Шапка Tuttlinger» («Tuttlinger Hut»).